# ريتا دي جيوفاتشينو
ريتا دي جيوفاتشينو (19 فبراير 1947 - 2 مايو 2021) صحفية إيطالية. عملت في وكالة الأنباء الإيطالية. تابعت اختطاف ألدو مورو وقتل جيوفاني فالكوني وباولو بورسيلينو.
توفيت دي جيوفاتشينو في 2 مايو 2021 عن عمر يناهز 74 عامًا من جراء مرض كوفيد 19.